# Podčlověk
Podčlověk (německy Untermensch) je pojem používaný nacistickými rasovými ideology a označující „níže postavené osoby“, převážně Židy a Romy, pro údajnou „degenerativní náturu“ jejich etnik a příslušníky „východní masy“, především některé Slovany, zejména východní Slovany, jakožto údajné míšence eurasijské geneze.
Nacisté však tvrdili, že například severní Rusové měli skandinávské rysy, jako jsou světlé vlasy a světlá barva očí, a proto byli rasově vhodní k zařazení do „Herrenrasse“ („panské rasy“). Nacisté také uvažovali o určitém procentu mladých Slovanů (Poláci, Češi, Ukrajinci a Bělorusové), kteří by mohli být vhodní pro germanizaci. Obávali se však, že například Poláci byli příliš vlastenečtí a germanizaci by se bránili. Jejich úvahy proto vyústily v tzv. Generalplan Ost, podle kterého měli být všichni Slované ze střední Evropy nacistickým Německem vykázáni z evropského kontinentu. Nakonec však nacističtí Němci rozhodli Poláky vyhladit, stejně jako většinu Slovanů, kteří byli spolu s Romy a Židy označeni jako „Untermenschen” – nebezpeční pro Germány zastupující nadřazenou „panskou rasu“.

## Etymologie

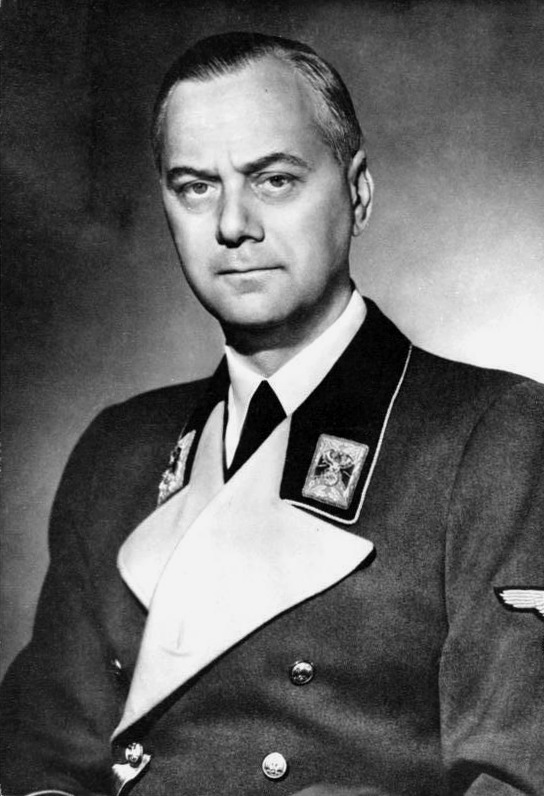
Alfred Rosenberg kolem roku 1935

Ačkoli se myslelo, že byl termín Untermensch („podřadný člověk“) poprvé použit samotnými nacisty, v tomto smyslu ho využil americký spisovatel Lothrop Stoddard v názvu jeho pamfletu z roku 1922 The Revolt Against Civilization: The Menace of the Under-man. Pojem byl později osvojený nacisty z německé verze této knihy Der Kulturumsturz: Die Drohung des Untermenschen (1925).
Německé slovo „Untermensch“ bylo použito už dříve (ne v rasovém smyslu). Objevilo se například v románu Theodora Fontana Der Stechlin z roku 1899. Většina spisovatelů, kteří využijí tento pojem, si neklade otázku, kdy a jak se toto slovo objevilo v německém jazyce. Alfred Rosenberg byl vedoucí nacista, který připisoval myšlenku východoevropského „podřadného člověka“ Stoddardovi. Ve své práci Der Mythus des 20. Jahrhunderts (1930) týkající se ruských komunistů napsal, že „je to druh člověka, který Lothrop Stoddart nazval Untermensch [podřadný člověk]“. Cituje Stoddarda: „Untermensch – člověk, který je pod kritérii způsobilosti a adaptability zavedenými společenským řádem, ve kterém žije.“
Je však možné, že Stoddard tento termín zavedl jako protipól k Nietzscheho pojmu „Übermensch“ („nadčlověk“). Stoddard to neříká tak přímo, ale kriticky odkazuje na myšlenku „nadčlověka“ na konci knihy (s. 262). Slovní hříčky s Nietzscheho termínem jsou opakovaně používány již v 19. století. Německý jazyk může kombinovat předpony a kořeny s cílem vytvářet nová slova, proto byl tento vývoj celkem logický. Například německý autor Theodor Fontane porovnává slovní pár Übermensch/Untermensch ve svém románu Der Stechlin v kapitole 33. Ve skutečnosti i sám Nietzsche použil „Untermensch“ v protikladu s „Übermensch“ nejméně jednou v Die fröhliche Wissenschaft (1882), ale udělal to ve zmínce o „pololidských tvorech“ v mytologii (trpaslíci, víly, kentauři, atd.).
Ještě dříve použil tento pojem romantický spisovatel Jean Paul ve svém románu Hesperus (1795), odkazuje jím na orangutana (kapitola „8. Hundposttag“).
Stoddardova kniha se zabývá nedávným převzetím moci bolševiky v Rusku. Dokazuje, že byla země spravována nejvíce degenerovanými lidmi na Zemi. Myslel, že kombinace údajné rasové méněcennosti ruských Slovanů, nesmyslnost politického přesvědčení, které požadovalo odporné lidské instinkty a předpokládaný fakt, že mezi příslušníky komunistické strany byli „rození kriminálové“, vyžadovaly kompletně nový termín, který by tento fenomén dokázal popsat: „Untermensch“. V tomto ohledu byla pro Stoddarda Říjnová revoluce bitvou volající po nadcházejím a nevyhnutelném střetu civilizovaných národů s „východní masou“. Pokud by bílá rasa v konfliktu s „Untermensch“ zvítězila, špatně koncipované liberální myšlenky by byly odvráceny a místo nich by byly nastoleny drastické politické změny, např. představením dalekosáhlých eugenických programů.
Dostupná literatura nacistického Německa by nepodpořila tvrzení, že Stoddardovy práce byly více nacistické než čistým souhrnem rasových, sociálních a politických teorií, které už byly nebo se brzy měly stát částí nacistické ideologie.

### Slovopodčlověkv češtině
V češtině byl výraz podčlověk používán již na konci 19. a začátku 20. století, bez rasového podtextu. Byl jím oživován text pro popsání lidského individua nedosahujícího kvality člověka – člověk bez lidské morálky, oblouzněný láskou apod.
V českém překladu Dějin světa H. G. Wellse (1935) a dalších publikacích té doby znamenal výraz podčlověk přechodový stupeň vývoje mezi opicí a člověkem. V českém tisku se ale podčlověk ve 30. létech 20. století již objevoval i jako reakce na nacistickou ideologii.

## Nacistická propagandaa politika
Termín „Untermensch“ byl opakovaně využíván v psaných textech a v proslovech směřovaných proti Židům. Notoricky známým příkladem je publikace SS z roku 1935 Der Untermensch, která obsahuje antisemitskou tirádu někdy považovanou za část proslovu Heinricha Himmlera. V krátkém pojednání The SS as an Anti-Bolshevist Fighting Organization roku 1936 napsal Himmler: „Měli bychom se postarat, aby už nikdy v Německu, srdci Evropy, nebyla židobolševická revoluce ‚podřadných lidí‘ schopná vzplanout zevnitř ani prostřednictvím emisarů z venku.“
Další příklad používání pojmu „Untermensch“ je tentokrát spojen s protisovětskou propagandou. Je to další prospekt opět nazvaný „Der Untermensch“, který je editován Himmlerem a distribuován Hlavním rasovým a osidlovacím úřadem SS. Vyšel v roce 1942 po začátku Operace Barbarossa, má okolo 50 stran a obsahuje mnoho fotografií, které vrhají na nepřátele velmi negativní světlo. V německém jazyce vyšlo 3 860 995 výtisků. Tento prospekt byl také přeložen do řečtiny, francouzštiny, nizozemštiny, dánštiny, maďarštiny, češtiny a do dalších sedmi jazyků. Pamflet uvádí následující:
Jak se noc zdvihá proti dnu, světlo a tma jsou ve věčném konfliktu. Stejně tak je podčlověk největším nepřítelem dominantního živočišného druhu na Zemi, lidstva. Podčlověk je biologické stvoření vytvořené přírodou. Má ruce, nohy, oči a pusu, dokonce i něco, co je podobné mozku. Tento příšerný tvor je však jen částečně lidskou bytostí.

Ačkoli má podobné znaky jako člověk, podčlověk je na duchovním a psychologickém žebříčku níže než jakékoli zvíře. Uvnitř tohoto tvora se ukrývají divoké a nespoutané vášně: neustálá touha ničit je vyplněna nejprimitivnější touhou, chaosem a podlostí.
Podřadný člověk a nic víc!

Ne všichni, co vypadají jako lidé, jimi opravdu jsou. Běda tomu, kdo na to zapomene!
 Der Untermensch [HTML]. 1942 [cit. 2010-07-10]. Dostupné online. (anglicky) 
Historik Robert Jan van Pelt píše, že pro nacisty to byl jen malý krok k nasměrování evropských lidí proti sovětským „podřadným lidem“.
Tento koncept zahrnoval Židy, Romy, ne-Evropany (ačkoli bylo afrických černochů v Evropě ve 40. letech velmi málo) a některé slovanské národy (Ukrajince, Poláky, Rusy, Srby).
Strategie „Untermensch“ proti slovanským národům však nebyla odpovídající. Ve skutečnosti chtěl Hitler odstranit množství Slovanů, kteří byli nejpočetnější skupinou evropských národů. Taktika Untermensch popravy zefektivnila impulsem „pseudovědeckého rasismu“. Nacisté nechtěli Slovany kompletně zničit, protože je považovali za cenný zdroj pro rozšíření poválečné Říše.
Nacističtí antropologové se pokusili vědecky doložit méněcennost Slovanů. Nicméně došli k závěru, že původní Slované byli světlovlasí se štíhlou protáhlou lebkou – „nordický typ“, nemluvě o spoustě slovanských předků, kteří měli původ v Hitlerově rodném Rakousku.
Pojetí Slovanů jako „Untermensch“ sloužilo zejména nacistům jako ospravedlnění jejich genocidních strategií a jejich agrese proti Polákům a Sovětskému svazu s cílem dobýt Lebensraum částečně na Ukrajině. Dřívější plány Německé říše (shrnuté v Generalplanu Ost) předpokládaly vysídlení, zotročení a odstranění více než 50 milionů lidí, kteří se nehodili pro germanizaci. Zvlášť žádoucí půdou pro kolonizaci byla ukrajinská černozem.